# Vígľaš
Vígľaš és un poble i municipi d'Eslovàquia que es troba a la regió de Banská Bystrica.

## Història
La primera menció escrita de la vila es remunta al 1393.

## Demografia
| Godina             | 1994 | 2004   | 2014   | 2024    |
| ------------------ | ---- | ------ | ------ | ------- |
| Nombre de persones | 1607 | 1663   | 1667   | 1477    |
| Diferència         |      | +3,48% | +0,24% | −11,39% |

| Godina             | 2023 | 2024   |
| ------------------ | ---- | ------ |
| Nombre de persones | 1501 | 1477   |
| Diferència         |      | −1,59% |